# Haploblepharus
Haploblepharus – rodzaj drapieżnych ryb chrzęstnoszkieletowych z rodziny Pentanchidae.

## Rozmieszczenie geograficzne
Do rodzaju należą gatunki występujące w wodach południowo-wschodniego Oceanu Atlantyckiego i południowo-zachodniego Oceanu Indyjskiego. 

## Morfologia
Długość ciała do 73 cm.

## Systematyka
Rodzaj zdefiniował w 1913 roku amerykański ichtiolog i herpetolog Samuel Garman w artykule poświęconym rekinom i płaszczkom opublikowanym w czasopiśmie Memoirs of the Museum of Comparative Zoölogy, at Harvard College. Gatunkiem typowym jest (oznaczenie monotypowe) H. edwardsii.

### Etymologia
Haploblepharus: gr. ἁπλοος haploos ‘pojedynczy, prosty’; βλεφαρων blepharōn ‘powieki, oczy’.

### Podział systematyczny
Do rodzaju należą następujące gatunki:
- Haploblepharus edwardsii (Schinz, 1822)
- Haploblepharus fuscus Smith, 1950
- Haploblepharus kistnasamyi Human & Compagno, 2006
- Haploblepharus pictus (Müller & Henle, 1838)